# История железнодорожного транспорта на Занзибаре

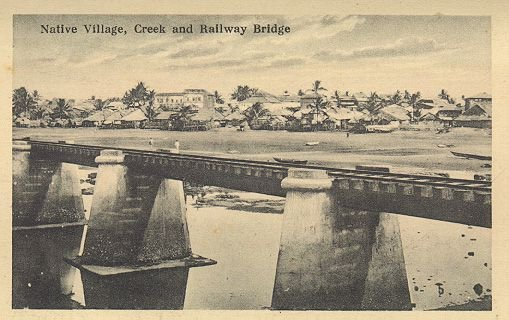
Деревня Занзибар, ручей и железнодорожный мост, ок. 1905 год

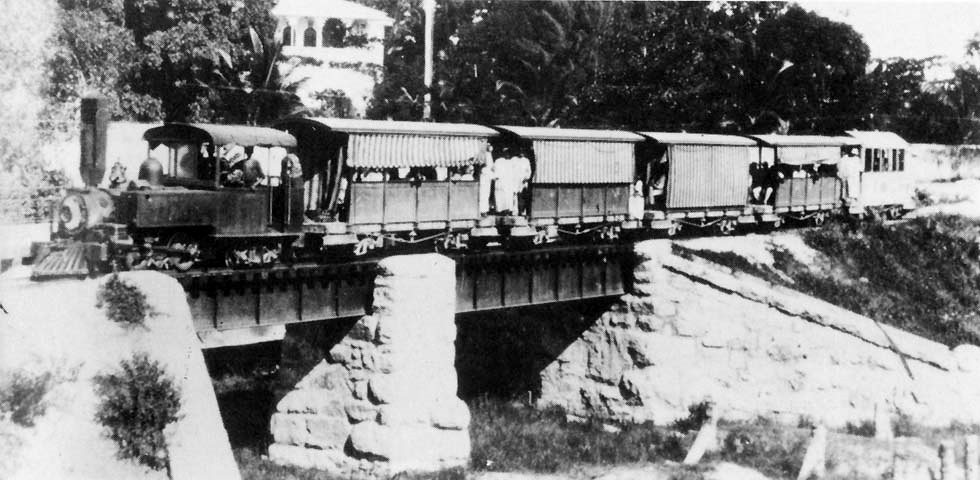
Железная дорога Бубубу

Занзибар был первой страной в Восточной Африке, где появился паровоз.

## Железная дорога Султана
Султан Баргаш ибн Саид приказал построить семимильную железную дорогу от своего дворца в Каменном городе до Чуквани в 1879 году. Первоначально два вагона Пульмана буксировали мулы, но в 1881 году султан заказал локомотив 0-4-2T у английского производителя локомотивов Bagnall. Железная дорога эксплуатировалась до смерти султана в 1888 году, когда путь и локомотив были списаны.

## Железная дорога Бубубу
В 1905 году американская компания «Арнольд Чейни» построила семимильную дорогу от города Занзибар до деревни Бубубу. Он был известен своей способностью поджигать имущество и окружающую сельскую местность, но проработал двадцать пять лет, пока не закрылся в 1930 году.
По железной дороге поезд курсировал шесть или семь раз за день в город Занзибар. Услуга была чрезвычайно популярна и широко использовалась коренным населением. Для пассажиров пароходов, желающих взглянуть на остров, был запущен специальный вагон первого класса. Железная дорога пересекала некоторые из самых узких улиц города. Европейцы, проживающие на Занзибаре, относятся к железной дороге с терпимостью.
При строительстве железной дороги американцы взяли на себя задачу проложить вдоль путей линии электропередачи. Везде, где были проложены рельсы, были установлены металлические столбы и натянуты линии электропередач. К 1906 году в Каменном городе было электрическое уличное освещение.
В 1911 году железная дорога была продана правительству, а в 1922 году пассажирское сообщение прекратилось. По мере увеличения числа автомобилей на острове и улучшения автомобильных дорог, популярность железной дороги падала. Некоторое время она ещё использовалась для перевозки камня, пока не была окончательно закрыта в 1930 году.